# Rianjo

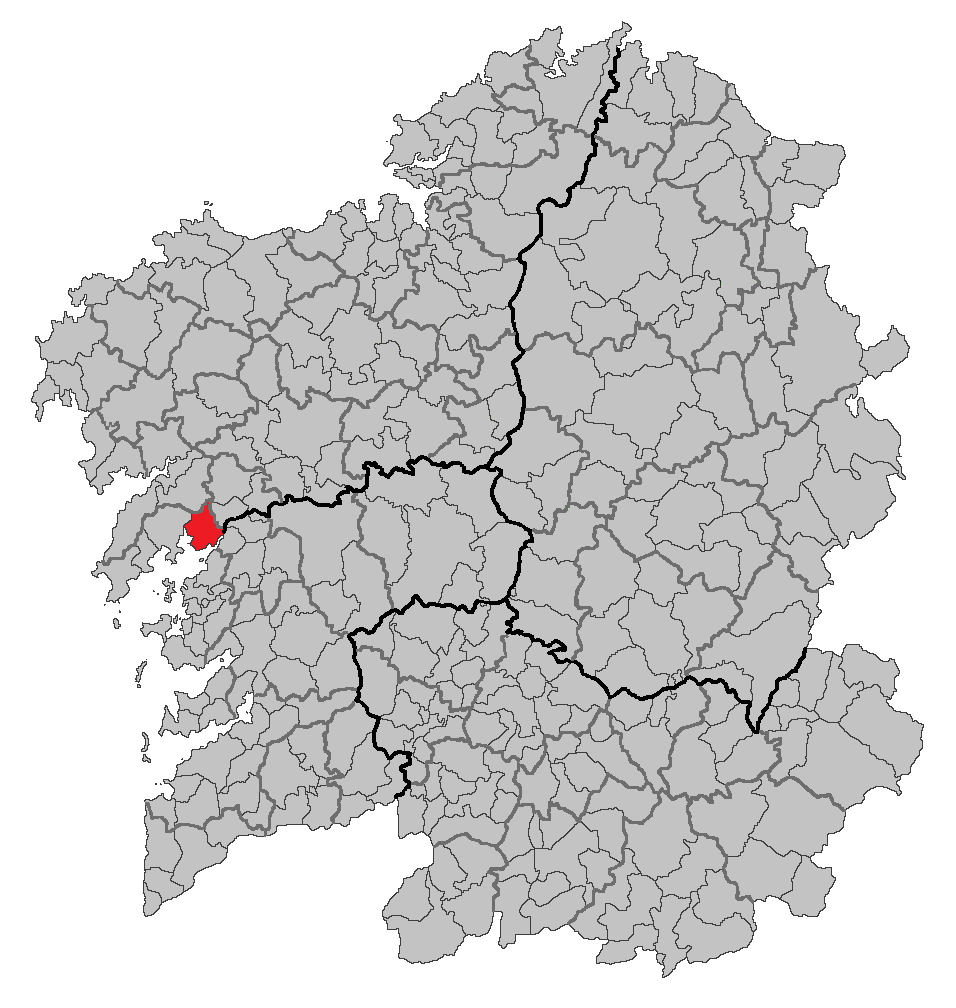
Localização de Rianjo

Rianjo (Rianxo; em espanhol, Rianjo) é um município da Espanha na província da Corunha, comunidade autónoma da Galiza, de área  km² com população de 11 554 habitantes (2007) e densidade populacional de 195,81 hab/km².
Rianjo acolhe o primeiro Centro Local de Aprendizagem da Universidade Aberta além das fronteiras portuguesas.

## Demografia
| Variação demográfica do município entre 1991 e 2004 | Variação demográfica do município entre 1991 e 2004 | Variação demográfica do município entre 1991 e 2004 | Variação demográfica do município entre 1991 e 2004 |
| --------------------------------------------------- | --------------------------------------------------- | --------------------------------------------------- | --------------------------------------------------- |
| 1991                                                | 1996                                                | 2001                                                | 2004                                                |
| 12 744                                              | 12 193                                              | 11 682                                              | 11 582                                              |

## Património edificado
- Castelo da Lúa
- Casa de Castelao, declarada Bem de Interesse Cultural en fevereiro de 2009

## Personalidades
- Alfonso Daniel Manuel Rodríguez Castelao

### Galeria

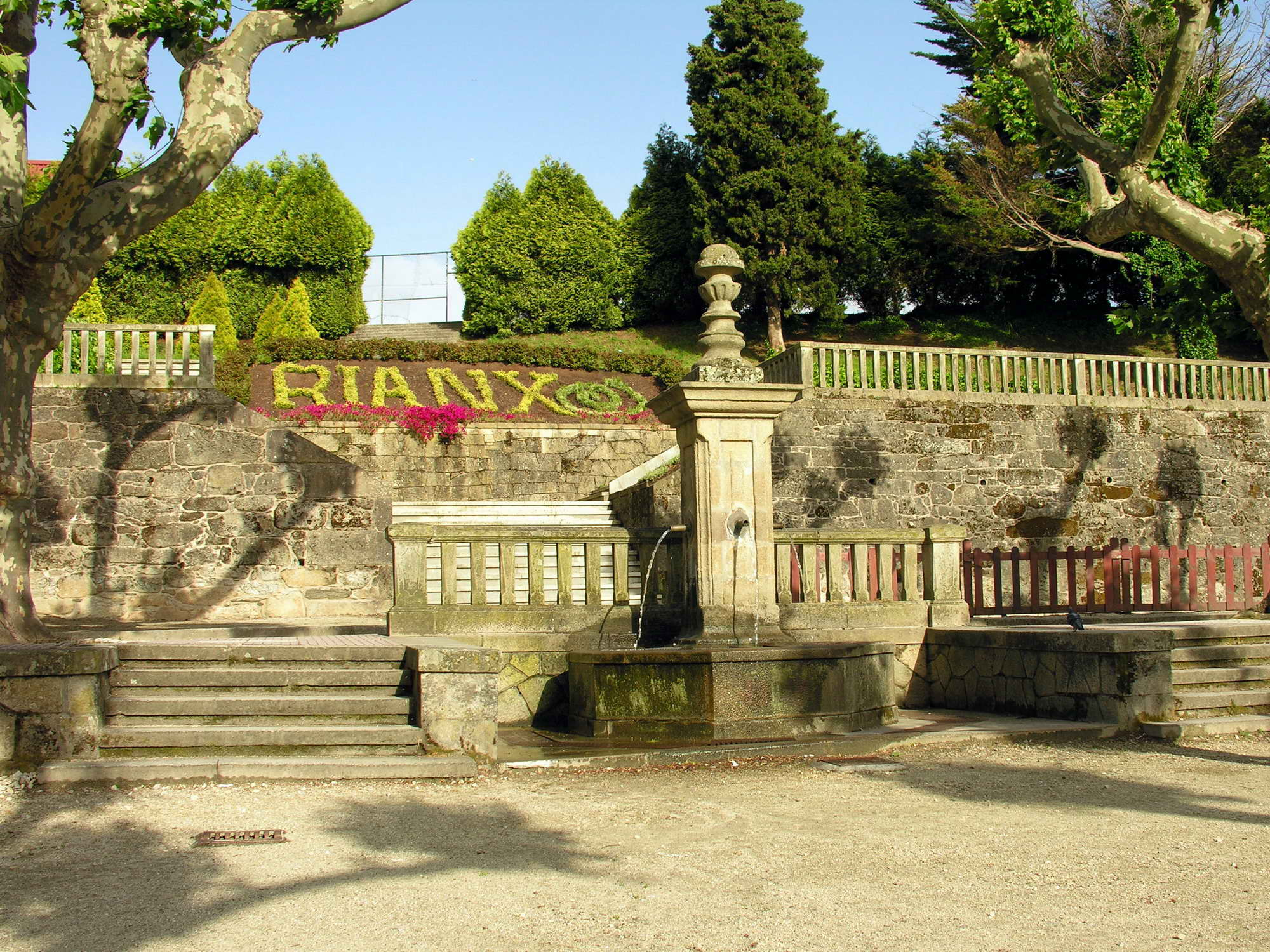
Rianjo
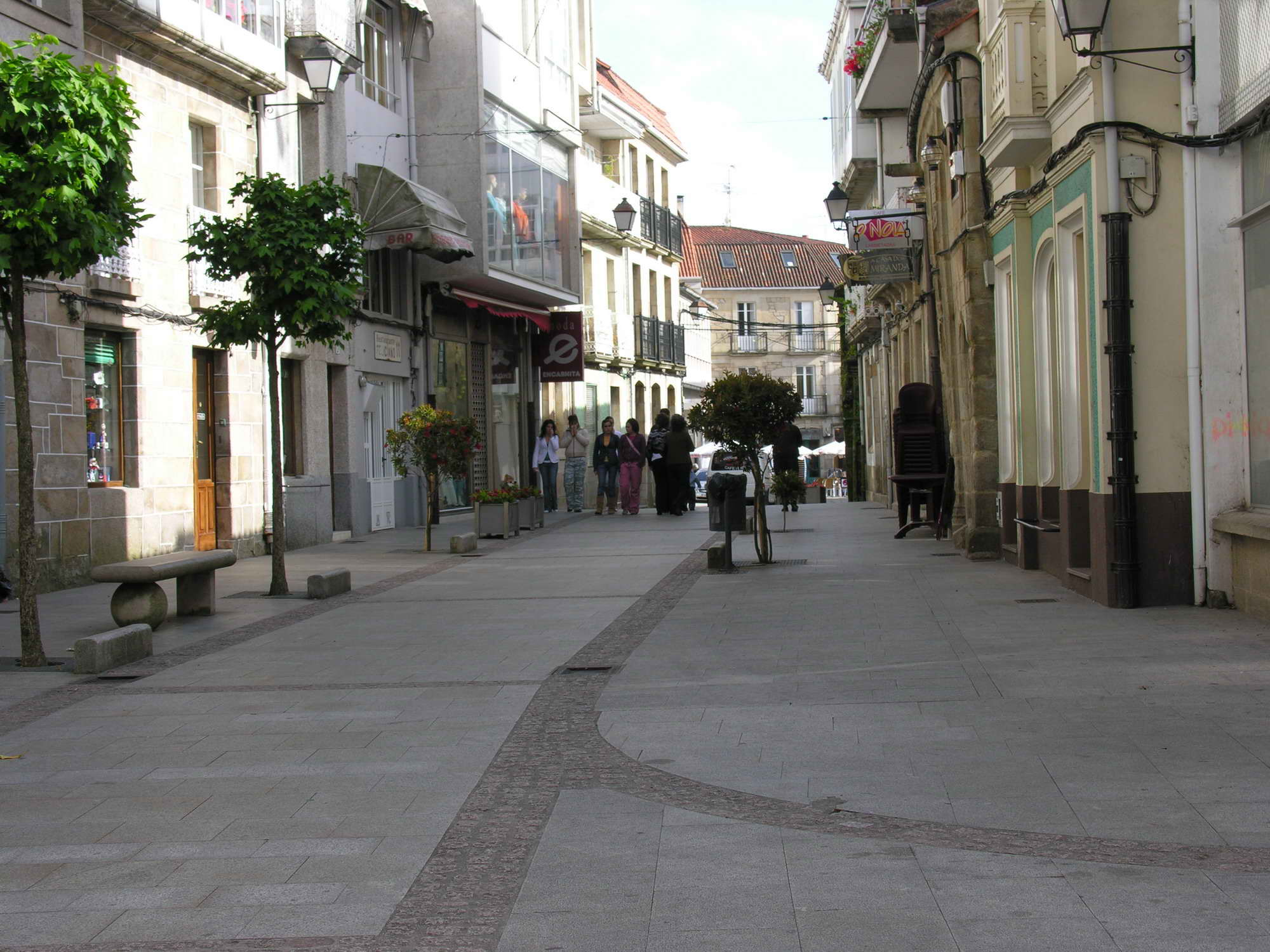
Rua
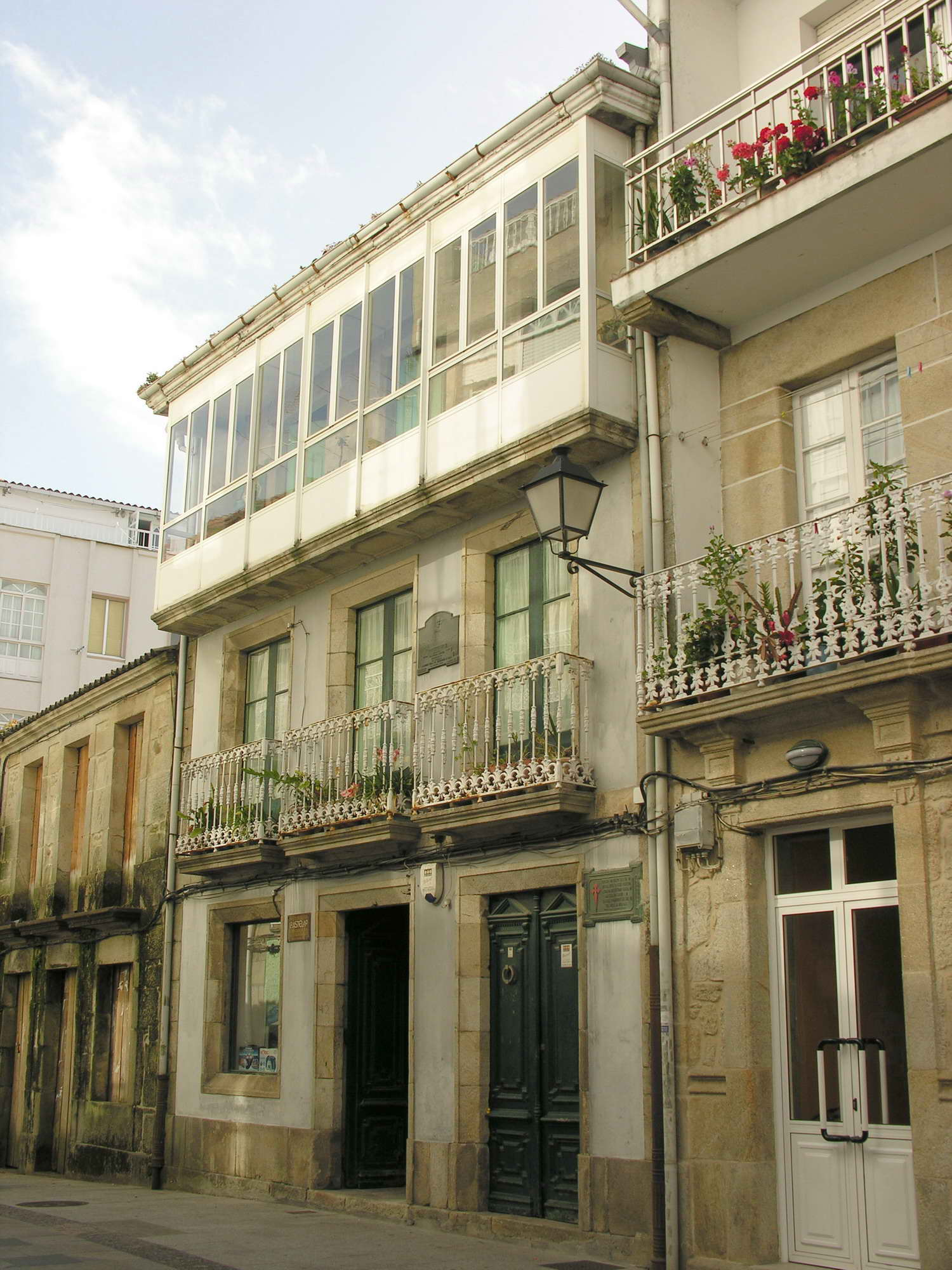
Casa de Castelao
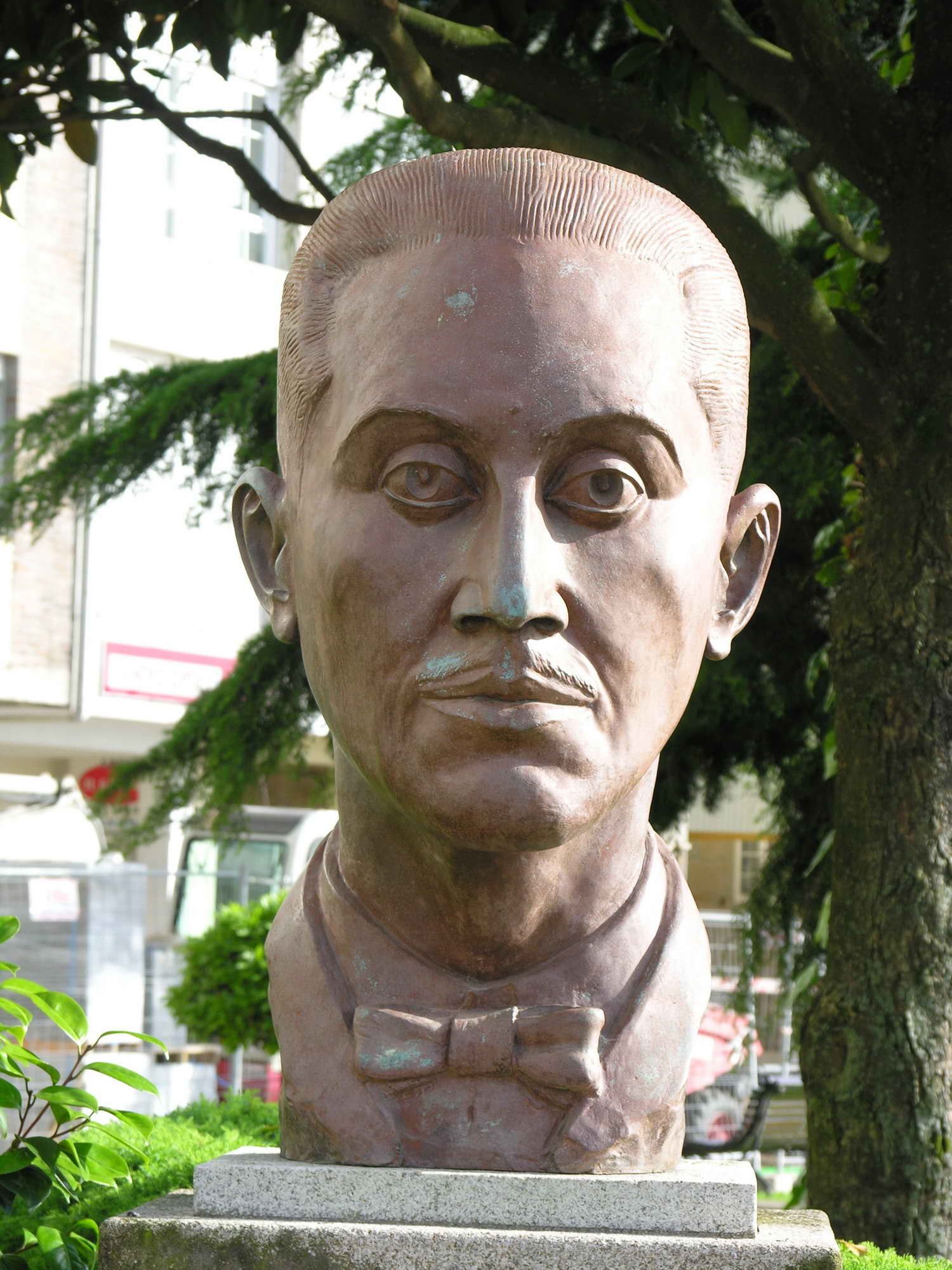
Manuel Antonio
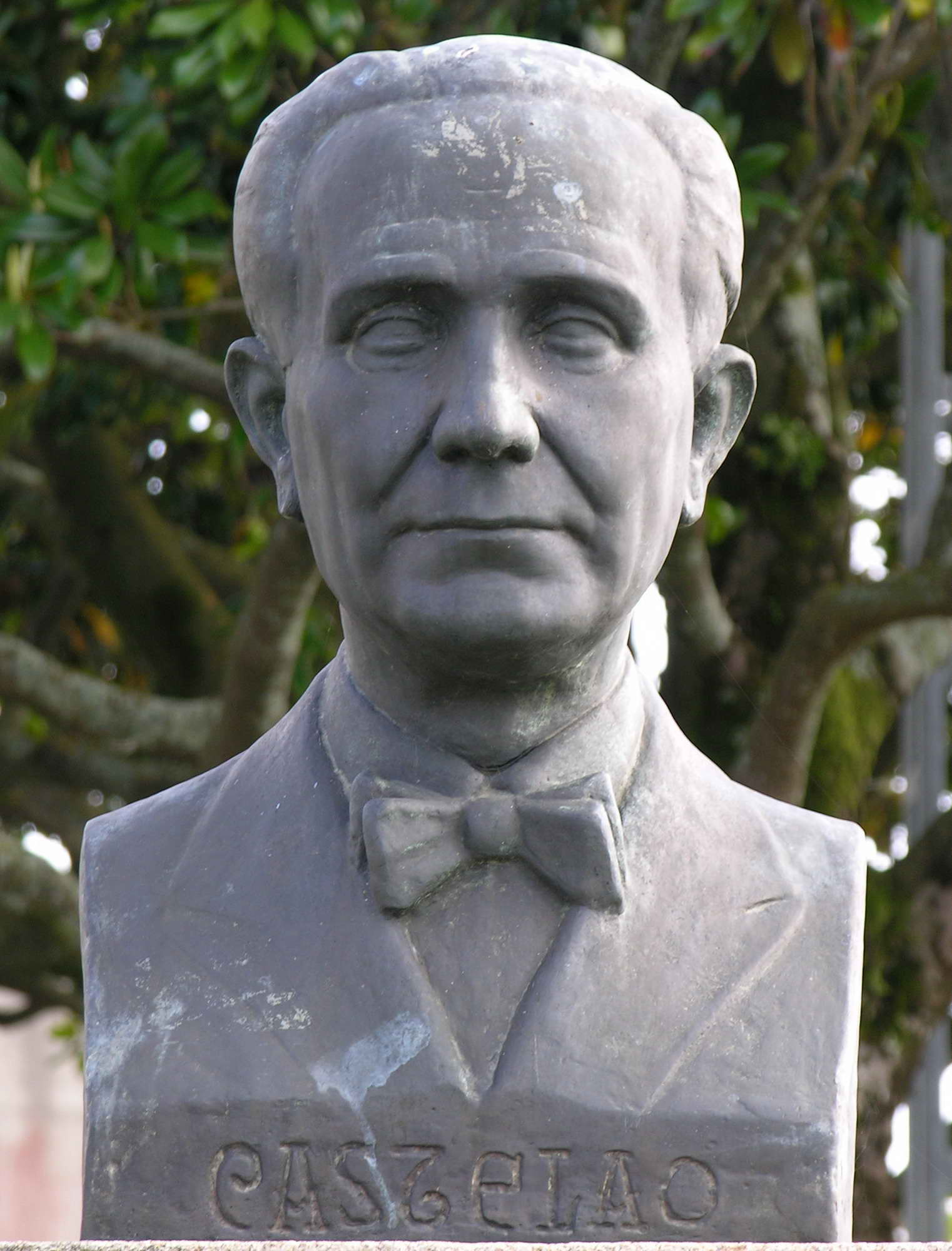
Castelao